# Marlene (film, 1984)
Pour les articles homonymes, voir Marlene.
Pour plus de détails, voir Fiche technique et Distribution.
Marlene est un film documentaire allemand réalisé par Maximilian Schell, sorti en 1984
Produit par la Bayerischer Rundfunk (BR) et l'OKO-Film et distribué par  les sociétés Futura Film, (Munich) et Alive Films (États-Unis).

## Synopsis
Film documentaire et biographique sur la vie de l'actrice Marlene Dietrich. Dietrich et Maximilian Schell avaient joué ensemble dans le film Jugement à Nuremberg en 1961 et avaient appris à s'apprécier mutuellement. Schell essayait depuis des années de convaincre Dietrich, qui vivait dans son appartement de l'avenue Montaigne à Paris, de réaliser un documentaire sur sa vie. Elle a toujours refusé. En 1982, elle a accepté à condition de ne pas apparaître elle-même à l'image. L'ensemble du documentaire se compose donc de commentaires prononcés par Marlene Dietrich elle-même sur les questions posées par Maximilian Schell, sur les films muets qui lui ont été montrés et sur ses films sonores. De même, des reportages hebdomadaires sur elle et ses performances vocales sont présentés dans le film. Marlene Dietrich s'était engagée par contrat à donner 40 heures d'interview, dont la moitié environ en allemand et l'autre moitié en anglais.
Elle parle de son enfance à Berlin, du tournage de L'Ange bleu, de son mari Rudolf Sieber, de son travail avec des réalisateurs comme Josef von Sternberg, Orson Welles, Fritz Lang et Alfred Hitchcock. A un moment donné, Dietrich et Schell citent ensemble le poème: "O lieb, so lang du lieben kannst" de Ferdinand Freiligrath ; à la fin, Marlene Dietrich est émue aux larmes par ces mots pathétiques.

## Fiche technique
- Titre : Marlene
- Réalisation : Maximilian Schell
- Scénario : Maximilian Schell et Meir Lubor Dohnal (de)
- Musique : Nicolas Economou
- Montage : Heidi Genée (de) et Dagmar Hirtz
- Direction artistique : Heinz Eickmeyer et Zbynek Hloch
- Producteur : Zev Braun et Karel Dirka (de)
- Voix-off : Marlene Dietrich
- Conseillers historiques :
- Pays d'origine :  Allemagne de l'Ouest
- Langue : anglais, Allemand, Français
- Genre : documentaire
- Durée : 94 minutes
- Date de sortie :
  - Allemagne de l'Ouest : 13 janvier 1984 (Bavarian Film Festival) (première), 2 mars 1984 (nationale)

## Extraits de Films
Le documentaire présente des extraits des films suivants : 
- Love Tragedy (1923)
- I Kiss Your Hand, Madame (1929)
- The Blue Angel (1930)
- Morocco (1930)
- Dishonored (1931)
- Blonde Venus (1932)
- The Scarlet Empress (1934)
- The Devil is a Woman (1935)
- Desire (1936)
- Destry Rides Again (1939)
- Citizen Kane (1941)
- Stage Fright (1950)
- Witness for the Prosecution (1957)
- Touch of Evil (1958)
- Judgment at Nuremberg (1961)
- Just a Gigolo (1978)

## Contexte
Marlene Dietrich et Maximilian Schell participèrent ensemble au film de Stanley Kramer Jugement à Nuremberg en 1961. Après 1978 et son apparition dans Just a Gigolo de David Hemmings, Marlene vécut recluse dans son appartement parisien du 12 Avenue Montaigne. Schell essaya pendant des années de la convaincre de participer à un documentaire sur sa vie, ce qu'elle refusait obstinément.
En  1982, elle accepta l'idée du projet à condition de ne pas apparaître à l'écran. Le film consiste par conséquent en un commentaire audio monté sur des extraits de ses films, des photographies de sa carrière ainsi que des images d'actualités. Elle signa un contrat pour « 40 heures d'entretiens », comme elle sut le rappeler à Shell au cours d'un de leurs enregistrements : environ la moitié en allemand et l'autre moitié en anglais. Le film présente donc l'interview de Dietrich par Schell, au cours de laquelle elle ignorait souvent ses questions ou les commentait de façon acerbe, tout comme pour les autres remarques sur les gens avec lesquels elle avait travaillé ou concernant les livres écrits sur elle ou ses films. De cette façon, elle aborda des sujets aussi variés que la vie et la mort, la réalité et l'illusion et les raisons de la célébrité. Par sa réticence à révéler beaucoup d'elle-même, elle livre néanmoins une meilleure compréhension de son caractère qui si elle avait participé à un documentaire plus classique.

## Distinctions
Le documentaire a remporté de nombreux prix : 
- Meilleure production du film bavarois
- Prix du meilleur du film allemand
- Meilleur documentaire pour le New York Film Critics Circle, pour le National Society of Film Critics et pour le Boston Society of Film Critics

Le documentaire a été à l'Oscar du meilleur documentaire en 1985.
Dietrich fut irrité du portrait cru et vulnérable que Schell fit d'elle dans ce documentaire, car s'attendant à une biographie plus classique, et ne lui adressa plus la parole pendant un an. Finalement, elle fut conquise par les critiques élogieuses, et lorsque le documentaire fut nommé à l'Oscar, elle se réconcilia avec Schell.